# Privilegio
Un privilegio, in diritto, è una tra le cause di prelazione che costituisce garanzia patrimoniale su determinati beni del debitore in relazione alla causa del credito.
I privilegi non sono pattuiti dalle parti come nel caso del pegno o dell'ipoteca, ma sono tipizzati dalla legge stessa la quale attribuisce tale prelazione a determinati tipi di crediti che appaiono degni di una maggiore tutela in via generale e astratta. Tra i crediti privilegiati l'ordine di preferenza è stato voluto dal legislatore (art. 2777 e seguenti).
In sociologia il privilegio sottintende un accesso facilitato a risorse di valore per la semplice appartenenza ad un gruppo sociale. Secondo Chiara Volpato «La cultura del privilegio tende, per sua natura, a normalizzare la disuguaglianza, cancellandone l'origine storica e facendola percepire come naturale, scontata, ineliminabile.»

## Generalità
Esistono innanzitutto "privilegi generali" che riguardano tutti i beni mobili del debitore e non sono opponibili ai terzi (se cioè il debitore aliena i beni mobili il creditore non potrà agire per riaverli, questo è dovuto al principio del diritto di sequela) - art. 2747 - e i "privilegi speciali", che si hanno su determinati beni, sia mobili, sia immobili e sono dovuti al particolare legame esistente tra il credito e l'oggetto del contratto. Quando ad esempio viene venduta una macchina utensile, il venditore ha un privilegio per il pagamento del prezzo sulla macchina utensile stessa. Così chi riceve in deposito ha il privilegio per il pagamento dell'attività di custodia sulla cosa stessa finché essa è presso di lui. Tale privilegio è un diritto reale di garanzia e non soltanto una qualità del credito, essendo infatti, in linea di principio, opponibile ai terzi. Riguardo ai beni mobili, il pegno è preferito al privilegio speciale gravante su di essi, mentre per gli immobili il privilegio viene preferito all'ipoteca.
I crediti per i contributi che hanno gli enti previdenziali, i crediti dei lavoratori per le retribuzioni da parte dei loro datori di lavoro, i crediti dello Stato per le imposte sono tutti crediti privilegiati.

## La postergazione
Il fenomeno inverso al privilegio è la postergazione, cioè quando uno o più creditori, senza rinunciare al credito, permettono che il loro credito sia soddisfatto solo dopo l'integrale soddisfazione degli altri creditori che assumono, per effetto di ciò, un carattere di privilegio indiretto. Uno dei casi più rilevanti di postergazione la si ebbe nel concordato preventivo Agrifactoring, dove gli azionisti di tale società si postergarono per permettere di raggiungere l'approvazione del concordato. Sulla scia di una prassi bancaria diventata diffusa la riforma del diritto societario ha ufficializzato la postergazione. Il nuovo testo dell'art. 2467 c.c. recita: «Il rimborso dei finanziamenti dei soci a favore della società è postergato rispetto alla soddisfazione degli altri creditori e, se avvenuto nell'anno precedente la dichiarazione di fallimento della società, deve essere restituito».